# 小笠原長房 (若狭守護代)
小笠原 長房（おがさわら ながふさ）は、南北朝時代の武将。一色氏の家臣。

## 出自
小笠原氏庶流の幡豆小笠原氏出身とされる。幡豆小笠原氏は小笠原長清の子伴野時長の系統に属し、弘安8年（1285年）11月17日の霜月騒動の際、時長の孫である長泰、その子盛時・長直らが戦死、残された一族が安達氏の領地であった三河国太陽寺荘（愛知県豊橋市）に逃れ、その後、足利氏・吉良氏との結び付きを強めるため、吉良氏領地に隣接する西方の幡豆郡に移り住んで成立したとされる。幡豆小笠原氏の初代・小笠原泰房は盛時の子とされるが、長房の父・泰行は泰房の子とも伴野長泰の子とも言われ確定していない。
ところが、近年になって河村昭一は長房を幡豆小笠原氏の出身としている系図に登場する人物と活動時期の不一致が多く正しい系図とは認められないこと、長房に関する史料に重大な誤認があるとして、阿波小笠原氏出身であるとする説を提示している（後述）。

## 略歴
当初、長房は京都において足利尊氏の近侍を務めていたらしく、康永4年/興国6年（1345年）の天龍寺落慶供養の際、随兵として登場する。長房を幡豆小笠原氏出身とする説では、この時の史料に登場する伴野長房に比定する。ところが、これを否定した河村説は同じ史料に登場する伴野長房と同僚の随兵である「小笠原源蔵人」こそが当初は蔵人を称していたことが知られている小笠原長房であるとしている。この小笠原源蔵人については、『師守記』に記された康永3年/興国5年（1344年）5月17日条の足利直義の新熊野社参詣の随兵として登場する「小笠原新蔵人今度補」と同一人物とする。
観応の擾乱の際は、小笠原氏の一族は信濃国守護小笠原政長の指揮下で足利直義軍と戦っているが、小笠原政長は直義側に寝返ると、一族の多くがこれに従った。その中で、幕府の実権を握った直義配下となった小笠原源蔵人は観応2年/正平6年（1351年）に阿波国牛牧荘を押領した新開氏の違乱を止める遵行使として阿波国に派遣されたにもかかわらず、逆に三浦和田氏が持つ勝浦山を押領する事件を起こしている。河村説は室町幕府の遵行使は現地出身者を原則として起用しており、小笠原源蔵人＝小笠原長房は阿波国出身、すなわち阿波小笠原氏出身であったとする。その後、足利尊氏の反撃で直義は敗北し、小笠原氏一族も尊氏側に帰参したものの、一度敵に寝返った小笠原長房は以前のような重用は受けられなくなり、それが原因で一色氏の被官になったきっかけとも考えられる。また、長房の同族と推定される三河国の小守護代・小笠原長身が一色範光の子詮範の外家（＝外戚）であると記された文書が存在しており、河村昭一は将軍家直臣であった小笠原長房の姉妹が一色範光の室となって詮範を生んだ可能性が高いとしている。
一色氏の被官となった時期・経緯は不明だが、貞治5年/正平21年（1366年）に一色範光が若狭国守護となると、守護代に任命され若狭へ下向、一色氏領国化のために力を振るった。若狭の国人はこれに反発して、応安2年/正平24年（1369年）から応安4年/建徳2年（1371年）にかけ、三度にわたり「応安の国一揆」と呼ばれる蜂起を繰り返すが、いずれも長房や一色詮範が率いる軍勢に鎮圧された。
嘉慶2年/元中5年（1388年）に一色範光が没し詮範が家督を継ぐと、三河及び尾張国知多郡の守護代職も兼務。同じ頃、剃髪した。応永4年9月17日没。